# Christine Auten
Christine McPeters Auten (Houston, 26 febbraio 1969) è una doppiatrice statunitense.
Attualmente lavora per FUNimation Entertainment e ADV Films soprattutto nel campo del doppiaggio di anime.

## Doppiaggio
- AD Police - Karen Jordan
- Air - Hijiri Kirishima
- Air Gear - Rika Noyamano
- Angelic Layer - Shuko Suzuhara
- Azumanga daiō - Sakaki
- Bubblegum Crisis Tokyo 2040 - Priscilla S. "Priss" Asagiri
- Chrono Crusade - Rizel
- Claymore - Teresa
- Coyote Ragtime Show - Angelica Burns
- Devil May Cry - Lynn Marcus
- Divergence Eve - Luxadara Frail
- E'S - Maria
- Higashi no Eden - Kuroha Diana Shiratori
- Fantasmi a scuola - Keiichirou Miyanoshita
- Full Metal Panic! - Xia Yu Fan
- Fullmetal Alchemist - Izumi Curtis
- Galaxy Fraulein Yuna - Princess Mirage
- Ginga tetsudō monogatari - Generale Forecis
- Gokujō Seitokai - Yukimi Itami
- Host Club - Amore in affitto - Fuyumi Otori
- Jigoku shōjo - Fujie Minato
- Jinki: Extend - Mel J
- King of Bandit Jing in Seventh Heaven - Cassis
- Kōtetsu tenshi Kurumi - Eiko Kichijouji
- KURAU Phantom Memory - madre di Ayaka
- Madlax - Limelda Jorg
- Magikano - Tetsuko Hongo
- Misaki Chronicles - Luxadara Frail
- Moonlight Mile - Narratrice
- Mushishi - Tagane (Ep. 10), Miku (Ep. 24)
- Negima - Chigusa Amagasaki
- Noir - Belladonna
- One Piece - Sanji (giovane)
- Lo stregone Orphen - Azalea
- Pani Poni - Mesousa
- Peacemaker - Ayumu Yamazaki
- Power Dolls - Alice Knox
- Princess Nine - Shino Hayakawa
- Princess Tutu - Magica ballerina - Edel, Uzura
- Project Blue Earth SOS - Dr. Anderson
- Pumpkin Scissors - Cecil
- RahXephon - Elvy Hadhiyat
- Red Garden - Kate's Mother
- Seisenshi Dunbine - Marvel Frozen
- Sister Princess - Mamimi "Mami" Yamagami
- The Super Dimension Fortress Macross - Claudia LaSalle, Narratrice
- Tokyo Majin - Takako Iwayama
- Trinity Blood - Sister Noélle Bor
- UFO Ultramaiden Valkyrie - Ms. Sanada
- Utawarerumono - Sopoku
- Venus Versus Virus - Sonaka
- Vexille - Maria
- Welcome to the NHK - Shizue Sato
- Xenosaga: The Animation - Pellegri
- xxxHOLiC - Mayuko